# لویی فردریک ویکام
لویی فردریک ویکام (فرانسوی: Louis Frédéric Wickham‎؛ ‏ ۲۸ فوریهٔ ۱۸۶۱ – ۱۴ اکتبر ۱۹۱۳) آسیب‌شناس و پزشک اهل فرانسه بود. وی مطالعات و پژوهش‌هایی در زمینهٔ بیماری‌های پوست و مو داشت و نخستین بار خطوط ویکام را توصیف کرد. پس از سال ۱۹۰۵ به پژوهش دربارهٔ رادیم روی آورد.
وی همچنین برندهٔ جوایزی همچون نشان شوالیهٔ لژیون دونور شده است.